# Millsboro
Millsboro è una città degli Stati Uniti, situata nella Contea di Sussex nello Stato del Delaware. Per il censimento del 2000 la popolazione era di 2.360 abitanti. Millsboro appartiene alla regione statistica di Seaford.

## Record degli Stati Uniti
Il 21 luglio 1930, a Millsboro la temperatura raggiunse i 43 °C, la più alta temperatura mai registrata nel Delaware. Nonostante ciò, il 17 gennaio 1893, si raggiunsero anche i -27 °C, la più bassa temperatura mai registrata nel Delaware. Millsboro risulta essere una delle sole due città degli Stati Uniti a detenere sia il record per la temperatura più alta che per quella più bassa. L'altra città è Warsaw (Missouri).

## Geografia fisica
Secondo i rilevamenti dello United States Census Bureau, il comune di Millsboro si estende su una superficie di 5,0 km², dei quali 4,5 km² sono occupati da terre, mentre 0,5 km² sono occupati da acque, corrispondenti al 10,82% dell'intero territorio.

## Popolazione
Secondo il censimento del 2000, a Millsboro vivevano 2.360 people, ed erano presenti 619 gruppi familiari. La densità di popolazione era di 526,7 ab./km². Nel territorio comunale si trovavano 1.153 unità edificate. Per quanto riguarda la composizione etnica degli abitanti, il 73,64% era bianco, il 19,41% era afroamericano, lo 0,76% era nativo, e il 3,31% era asiatico. Il rimanente 2,88% appartiene ad altre razze o a più di una. La popolazione di ogni razza proveniente dall'America Latina corrisponde al 3,09% degli abitanti.
Per quanto riguarda la suddivisione della popolazione in fasce d'età, il 21,4% era al di sotto dei 18 anni, il 6,2% era fra i 18 e i 24, il 24,3% fra i 25 e i 44, il 21,5% fra i 45 e i 64, mentre il 26,6% era al di sopra dei 65 anni d'età. L'età media della popolazione era di 43 anni. Per ogni 100 donne residenti a Millsboro c'erano 71,1 maschi.